# Streets of Rage
Streets of Rage es una serie de videojuegos de tipo Yo contra el barrio creados para la consola de 16 bits Mega Drive. Originalmente bautizados Bare Knuckle (ベア・ナックル Bea Nakkuru?, trad. "puño desnudo"), la saga está compuesta por tres títulos lanzados entre 1991 y 1994 que cuentan la historia de varios héroes callejeros (policías en el título original), centrándose en Axel Stone, Adam Hunter y Blaze Fielding y su esfuerzo por librarse de una banda mafiosa liderada por el infame Mr. X.
Los 3 juegos fueron lanzados en Japón originalmente con los títulos Bare Knuckle 1/2/3 y relanzados al mercado Americano y Europeo con el título Street of Rage, Streets of Rage 2 y Streets of Rage 3. Estos juegos pertenecen al género Beat´em Up, caracterizado por ser una seguidilla incansable de acción, en donde movemos nuestro personaje de lado a lado de la pantalla, aniquilando enemigos y recogiendo ítems (Power Up´s) como armas, dinero y comida. A este mismo género pertenecen también series como Golden Axe o Double Dragon entre cientos otros.
La historia en general es sencilla, situándonos en una ciudad apocalíptica, controlada por el crimen organizado liderado por el infame Mr. X. Presenta muchos elementos de ciencia ficción cyberpunk y cuenta con una banda sonora compuesta por Yuzo Koshiro inspirada por la música que se escuchaba en los clubs nocturnos y discotecas de la época.
El 18 de abril de 2022 se anunció que el guionista de John Wick, Derek Kolstad está trabajando en una adaptación cinematográfica.

## Saga
El primero de los juegos, Street of Rage, nos introduce en la historia de tres jóvenes policías (Axel, Blaze y Adam) que intentan librar su ciudad de la influencia del líder del crimen organizado Mr. X. Al ser el primero de la saga, su nivel técnico es inferior al de los siguientes títulos de la saga. Axel y Blaze serán los únicos personajes presentes a lo largo de toda la saga.
El segundo título de la saga, Streets of Rage 2, introduce diversos cambios tanto en jugabilidad como en historia, gráficos y banda sonora. Introduce a dos nuevos personajes: Max Thunder (Max Hatchett en Japón) y Sammy "Skate", hermano menor de Adam, que quiere rescatarlo (Adam es secuestrado al principio del juego). La calidad técnica de la banda sonora es mejorada sustancialmente, siendo posiblemente la mejor de la trilogía. Los niveles son más largos que en su predecesor, así como más variados. Los enemigos pasan a poseer una barra de vida, antes reservada para los jefes de fin de nivel, y los ataques especiales pasan a ser diferentes para cada protagonista, se amplia sustancialmente la variedad de ataques siendo cada personaje distinto de los demás . Este título es el más reconocido por la crítica especializada.
El tercer juego oficial de la serie, Streets of Rage 3 fue el que mejor aprovechó las capacidades técnicas de la consola de 16-bits de Sega. En este caso, aparece un nuevo personaje, el Dr. Zan, y desaparece Max Thunder. Como novedad, tres personajes son desbloqueables a lo largo del juego, aunque sólo podrán ser seleccionados haciendo uso de un Continue durante la partida, con excepción de Roo el canguro, que podía ser desbloqueado en la pantalla de título manteniendo presionada la tecla B + la tecla Arriba y pulsando Start. Los personajes secretos son Roo (Victy en Japón): un canguro boxeador esclavizado por uno de los secuaces de Mr. X, Shiva: el guardaespaldas de Mr. X y en la versión Japonesa Ash: un personaje excéntrico de tendencias afeminadas censurado en las versiones Europea y Americana. La banda sonora adopta un estilo mucho más estridente, acorde con el entorno decadente que presenta el cartucho. Este último título presenta así mismo niveles mucho más extensos y diversos finales.
En 2003 comenzó el desarrollo del Streets of Rage Remake, un proyecto no oficial fangame iniciado por la desarrolladora independiente BomberGames y que en el 2011 lanzó su versión final 5.0, e incluye una jugabilidad mixta a la trilogía además de nuevos niveles, zonas, armas y personajes, la actualización permite jugar junto a la CPU. Además se pueden descargar mods para combatir en otros escenarios.
Actualmente se encuentra en la versión 5.1, publicada en 2015 la cual ingresa pequeñas mejoras.
El cuarto título oficial de la serie, Streets of Rage 4 fue lanzado por Dotemu, Lizardcube y Guard Crush Games, en colaboración con Sega, para Microsoft Windows , Nintendo Switch , PlayStation 4 y Xbox One el 30 de abril, el 2020. Incluye a dos nuevos personajes: Cherry Hunter, la hija de Adam Hunter (que vuelve a ser jugable después de casi 20 años), y Floyd Iraia. Axel y Blaze reaparecen con diseños más maduros. Diez años después de los eventos de Streets of Rage 3, en el que el autor intelectual criminal Mr. X fue derrotado, Wood Oak City cae bajo el control de un nuevo sindicato del crimen dirigido por los hijos de Mr. X, los Gemelos Y, que planean lavarlee el cerebro a los ciudadanos con música hipnótica.

## Versiones
Versiones para 8 bits: Fueron realizadas versiones de Streets of Rage para las videoconsolas Sega Game Gear (1992) y Master System (1993). 
La versión de Sega Game Gear sufre de una paleta de colores y sistema de juego más limitados que en el título de la consola de 16-bits. Adam desaparece del elenco de personajes, así como dos de los niveles de juego debido a las limitaciones de la consola portátil de Sega. 
La versión de Master System tiene un motor gráfico y una mecánica de juego diferentes, no siendo una conversión de la versión de Sega Game Gear, fue realizada en los últimos años de vida de ésta. Incorporaba un jefe final en la Fase 6 que no se puede encontrar en ninguna otra versión del juego. Carece de modo para 2 jugadores.
Versiones Arcade: Sega hizo una conversión de Streets of Rage para sus sistemas arcade, usando las placas Mega Tech y Mega Play, la diferencia de la versión Mega Tech era que se pagaba por el tiempo, no mediante créditos.
3D Streets of Rage: El 28 de junio de 2013 salió una versión con 3D incluido de la primera entrega que llegó a Nintendo 3DS

## Recopilatorios
Durante la era de la Mega Drive, Sega realizaba a menudo recopilaciones de sus títulos más carismáticos, e incluyó en su colección "Mega Games 2" el juego Streets of Rage junto con Golden Axe y Revenge of Shinobi.
- Sega Classics Arcade Collection (4 en 1): fue una recopilación para Mega CD con los juegos Streets of Rage, Revenge of Shinobi, Golden Axe y Columns, también disponible en formato cartucho para Mega Drive. Los efectos de voces de los personajes del juego fueron remasterizados. Más tarde salió una versión especial de esta colección denominada Sega Classics Arcade Collection (5 en 1), que incluía además el juego Super Monaco GP.

- 6-Pak: incluía Streets of Rage, Sonic the Hedgehog, Columns, Revenge of Shinobi, Golden Axe y Super Hang-On.

- Mega 6: incluía Streets of Rage, WorldCupItalia '90, Columns, Super Monaco GP, Revenge of Shinobi y Sonic the Hedgehog.

- Streets of Rage, junto con sus dos secuelas, fueron incluidos en la versión japonesa de Sonic Gems Collection para GameCube y PlayStation 2, pero fueron omitidos en la versión norteamericana de GameCube por no ser aptos para menores de 13 años, y también de la versión europea de GameCube y PlayStation 2 por motivos similares.

Consola Virtual: La versión Mega Drive de Streets of Rage se encuentra disponible para Wii Consola Virtual en Norteamérica desde el 19 de febrero de 2007 y en Europa desde el 2 de marzo de 2007. Actualmente se puede encontrar la saga en Gametap.com (enlace roto disponible en Internet Archive; véase el historial, la primera versión y la última).
SEGA MEGA DRIVE Ultimate Collection: Aparecido en febrero de 2009 para Xbox360 y Playstation 3, incluye la saga entera en su recopilatorio, incluyendo mejoras gráficas testimoniales mediante un suavizado de los sprites así como la posibilidad de guardar una partida para poder retomarla en otro momento, opción que por las limitaciones técnicas de la época no estaba presente en los títulos originales.
SEGA Mega Drive & Genesis Classics: Steam lanza, para ordenadores personales, un emulador de esta consola que incluye, a partir de 2011, la saga entera de Streets of Rage en su recopilatorio, con todas las mejoras ya incluidas en las versiones de Xbox360 y PS3.